# John Quincy Stewart
John Quincy Stewart (* 10. September 1894 in Harrisburg, Pennsylvania; † 19. März 1972 in Cottonwood, Arizona) war ein US-amerikanischer Astrophysiker.
Stewart graduierte zum Ph.D. in Physik an der Princeton University im Jahre 1919 und arbeitete dort auf dem Gebiet der Astrophysik bis zu seiner Pensionierung 1963. 1925 wurde er Fellow der American Physical Society.
Er war Koautor von Raymond Smith Dugan und Henry Norris Russell des einflussreichen 2-bändigen Lehrbuches A Revision of Young’s Manual of Astronomy (Ginn & Co., Boston, 1926–27, 1938, 1945), welches für 2 Jahrzehnte zum Standardwerk der Astronomie in den USA wurde.
Der Mondkrater Stewart ist nach ihm benannt.